# 70 років Київському національному торговельно-економічному університету (монета)
«70 ро́ків Ки́ївському націона́льному торгове́льно-економі́чному університе́ту» — ювілейна монета номіналом 2 гривні, випущена Національним банком України. Присвячена вищому навчальному закладу, слоганом якого є вираз: «Працюємо для нинішнього та майбутнього поколінь».
Монету введено в обіг 30 вересня 2016 року. Вона належить до серії «Вищі навчальні заклади України».

## Опис та характеристики монети
| Номінал грн. | Метал      | Маса, грам | Діаметр, мм. | Якість виготовлення       | Гурт     | Тираж, штук                                        |
| ------------ | ---------- | ---------- | ------------ | ------------------------- | -------- | -------------------------------------------------- |
| 2            | нейзильбер | 12,8       | 31           | спеціальний анциркулейтед | рифлений | 30 000 (у тому числі 10 000 у сувенірній упаковці) |

### Аверс
На аверсі монети розміщено: угорі малий Державний Герб України та напис півколом «УКРАЇНА»; у центрі на дзеркальному тлі — великий герб Київського національного торговельно-економічного університету, на стрічці якого — девіз латиною: «SCIENTIA DIFFICILIS SED FRUCTUOSA» («Наука важка, але плідна»), праворуч рік карбування — «2016»; унизу номінал — «ДВІ ГРИВНІ» та ліворуч — логотип Банкнотно-монетного двору Національного банку України.

### Реверс
На реверсі монети зображено будівлю університету та розміщено написи: «70 РОКІВ» (під будівлею) «КИЇВСЬКИЙ НАЦІОНАЛЬНИЙ» (півколом угорі) «ТОРГОВЕЛЬНО-ЕКОНОМІЧНИЙ УНІВЕРСИТЕТ» (унизу).

10000 монет із загального тиражу було випущено у буклетах
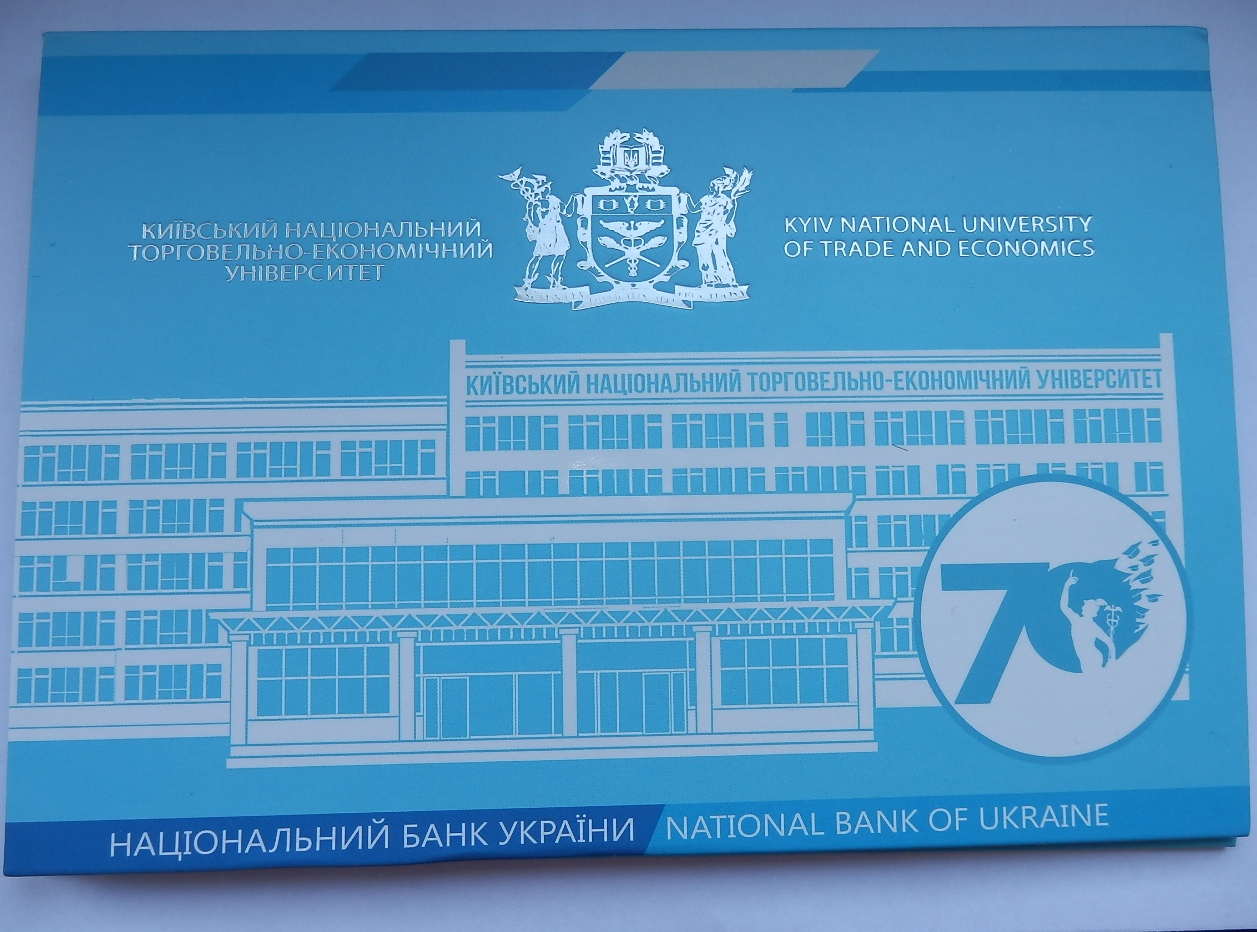
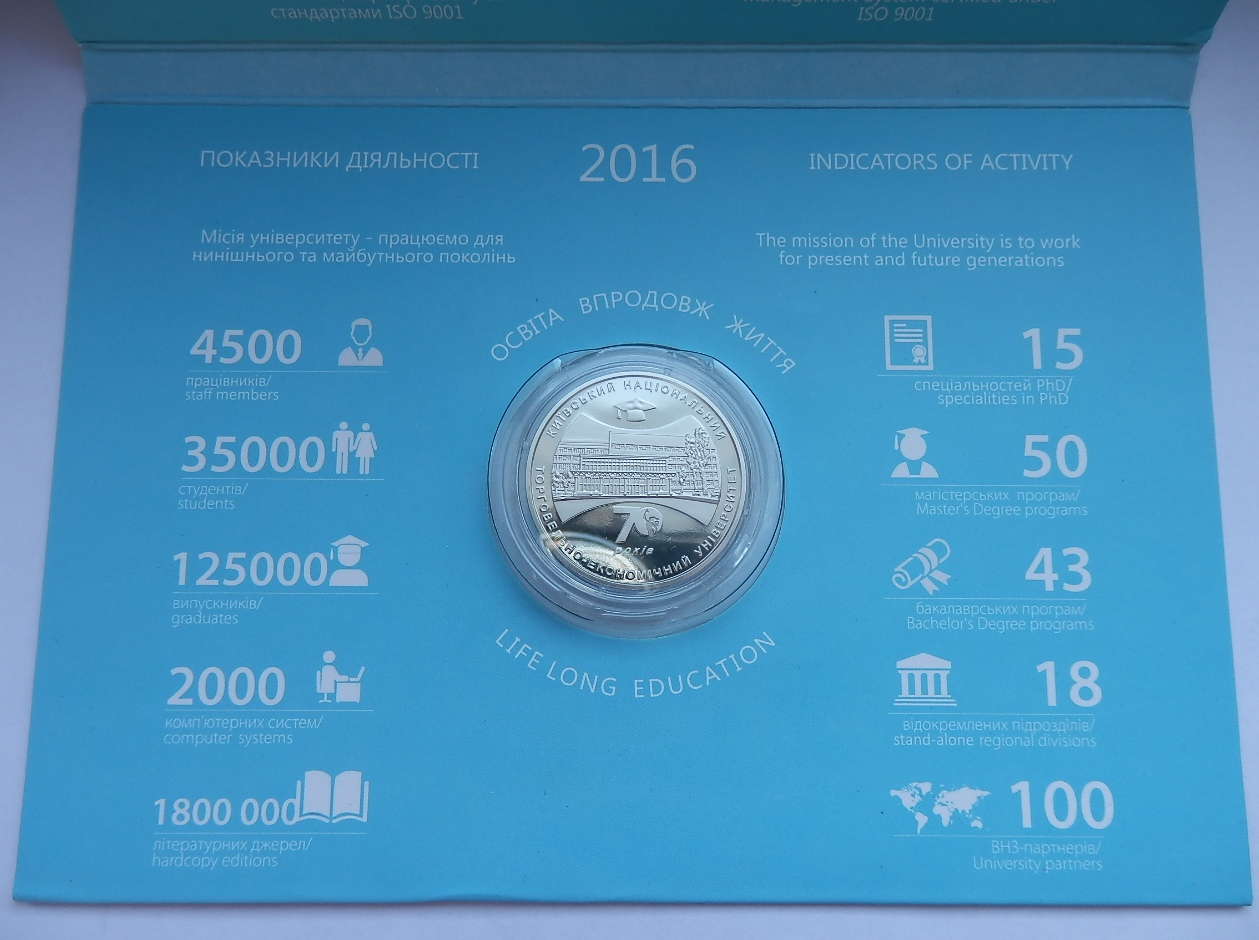
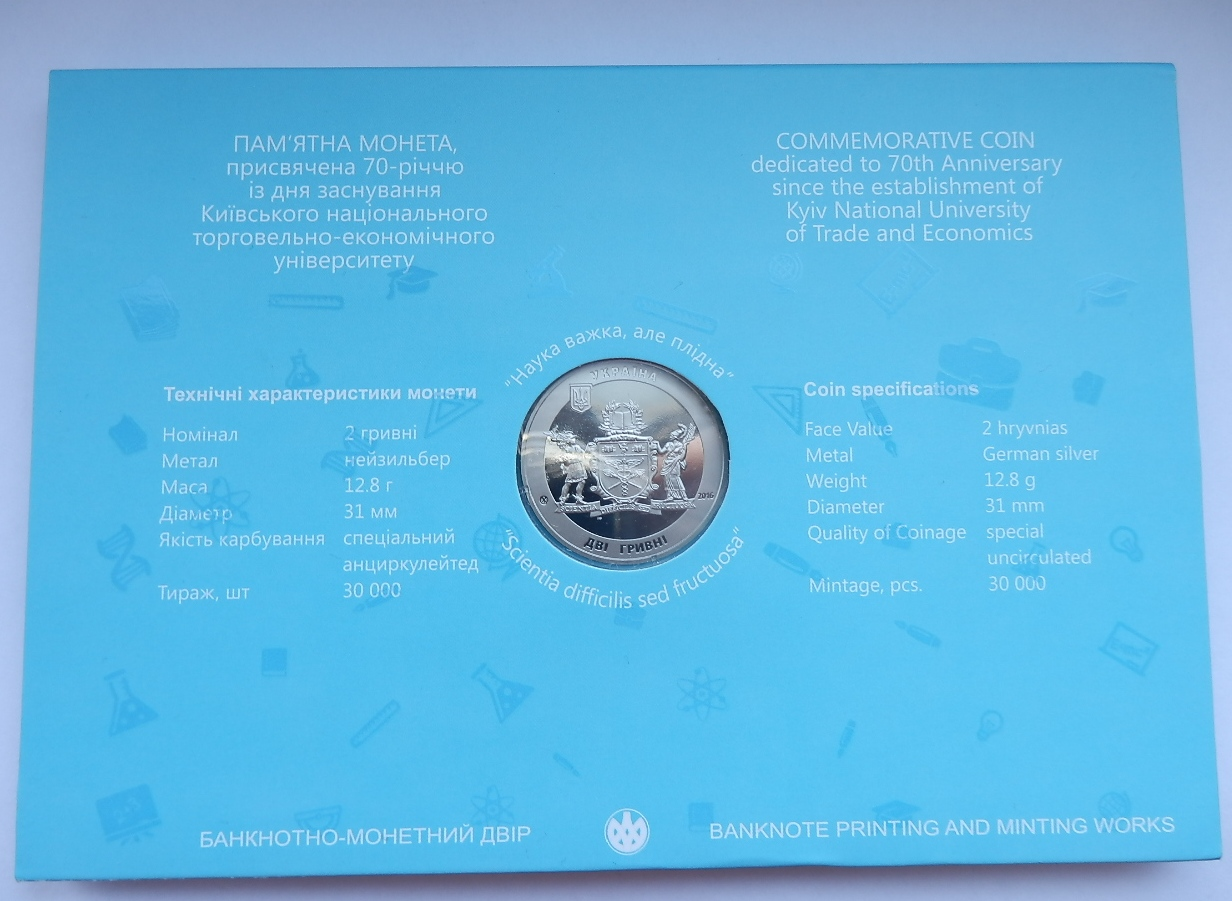

## Автори

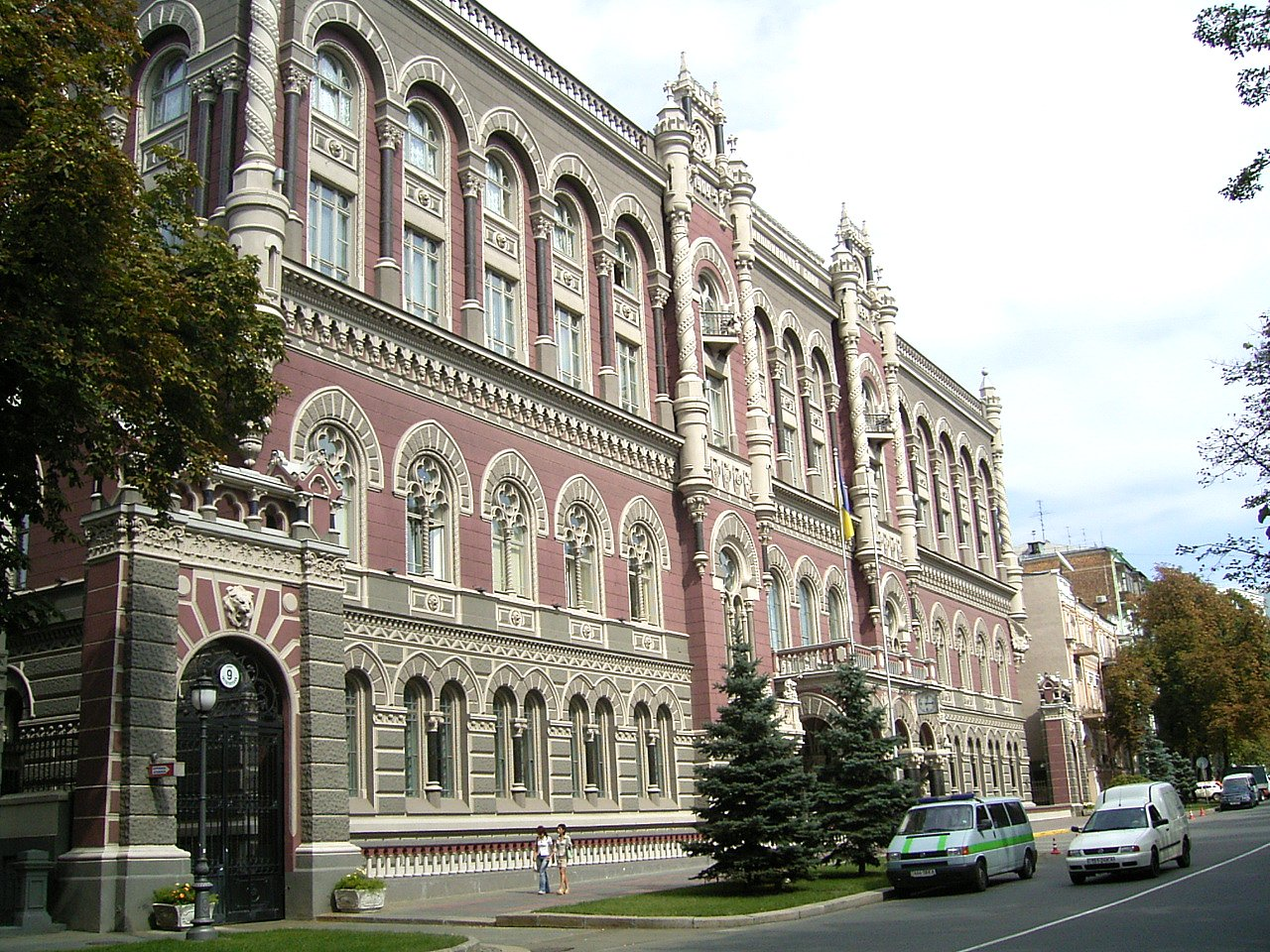
Будівля Національного банку України

- Художник — Атаманчук Володимир.
- Скульптори: Атаманчук Володимир, Іваненко Святослав.

## Вартість монети
Під час введення монети в обіг у 2016 році, Національний банк України реалізовував монету через свої філії за ціною 30 гривень.
Фактична приблизна вартість монети, з роками змінювалася так:
| Рік        | 2017 | 2018 | 2019 | 2020 | 2021 | 2022 | 2023 | 2024 | 2025 |
| ---------- | ---- | ---- | ---- | ---- | ---- | ---- | ---- | ---- | ---- |
| Ціна, грн. | 48   | 55   | 60   | 65   | 70   | 90   | 155  | 200  | 200  |